# Професионална кошаркашка лига Америке
Професионална кошаркашка лига Америке (енгл. Professional Basketball League of America), познатија по свом акрониму ПБЛА (од енгл. PBLA), је била кошаркашка лига у САД која је покренута 1947. године као одговор на огроман пораст интересовања за кошарку у ери непосредно након Другог светског рата. Организација је била недовољно финансирана у поређењу са својим конкурентим Кошаркашком асоцијацијом Америке (БАА), Националном кошаркашком лигом (НБЛ), па чак и Америчком кошаркашком лигом (1925—1955) (АБЛ), једноставно није било места на тржишту за четири главне професионалне кошаркашке лиге. ПБЛА је одустао без завршетка своје једине сезоне.
Лига је настала 1947. године, када је Морис Вајт, власник Чикаго гирса, који је до тада играо у Националној кошаркашкој лиги, повео свој тим и са још 15 бизнисмена са Југа и Средњег запада основао ново такмичење. Сезона би се састојала од 60 утакмица, потписујући све играче на две сезоне. Али после три недеље такмичења, због повећања трошкова и пада броја гледалаца, лига је распуштена. До тада, Гирси су доминирали такмичењем, након победе у свих осам утакмица које су одиграли.

## Тимови
| Северна дивизија - Чикаго Америкен гирси − (Chicago American Gears) (8-0) - Сент Пол сентси − (St. Paul Saints ) (6-3) - Гранд Рапид ренџерси − (Grand Rapids Rangers) - Луисвил колонелси − (Louisville Colonels (PBLA)) - Омаха томахавкси − (Omaha Tomahawks) - Канзас Сити блуси − (Kansas City Blues ) - Вотерлу прохокси − (Waterloo Pro-Hawks) - Сент Џосеп оутлавси − (St. Joseph Outlaws) | Јужна дивизија - Хјустон маверикси − (Houston Mavericks ) - Атланта кракери − (Atlanta Crackers ) - Бирмингем скајхокси − (Birmingham Skyhawks) - Тулса ранчерси − (Tulsa Ranchers) - Чатануга мејџорси − (Chattanooga Majors ) - Оклахома Сити дилерси − (Oklahoma City Drillers) - Њу Орлеанс хјуриканси − (New Orleans Hurricanes ) - Спрингилд сквајерси − (Springfield Squires ) |